# ليام بورنس (نقابي)
ليام بورنس (بالإنجليزية: Liam Burns)‏ هو نقابي بريطاني، ولد في 27 ديسمبر 1985.